# ザ・プロフェッショナル
『ザ・プロフェッショナル』（原題: Heist）は、2001年にアメリカで公開されたサスペンス映画。

## ストーリー
ベテランの強盗犯ジョー・ムーアは、チームのリーダーとして、これまで数多くの仕事をこなしてきた。だが、そんなある日、押し入った先の宝石店で防犯カメラに顔を撮られてしまうという大失態を犯してしまう。これを機に引退を考えるジョーだったが、彼の古くからの取引相手である故買屋のバーグマンは、彼に仕事を依頼してくる。それはスイスに空輸される金塊を強奪しろという大仕事だった。高飛び資金のために、これを渋々引き受けるジョーだったが、実は大きな裏が隠されているのだった。

## キャスト
| 役名                     | 俳優               | 日本語吹替 |
| ------------------------ | ------------------ | ---------- |
| ジョー・ムーア           | ジーン・ハックマン | 石田太郎   |
| ミッキー・バーグマン     | ダニー・デヴィート | 富田耕生   |
| ボビー“ボブ”・ブレイン   | デルロイ・リンドー | 池田勝     |
| ジミー・シルク           | サム・ロックウェル | 山路和弘   |
| フラン・ムーア           | レベッカ・ピジョン | 佐々木優子 |
| ドン・“ピンキー”ピンカス | リッキー・ジェイ   | 麦人       |
| ベティ・クロフト         | パティ・ルポーン   | 小宮和枝   |